# Morgan Gould
Morgan Leonard Gould (ur. 23 marca 1983 w Soweto) – południowoafrykański piłkarz grający na pozycji środkowego obrońcy.

## Kariera klubowa
Gould rozpoczął karierę piłkarską w klubie Wits University. Następnie był zawodnikiem Bedfordview, a potem przeszedł do Jomo Cosmos z Johannesburga. W sezonie 2002/2003 zadebiutował w jego barwach w Premier Soccer League. W 2003 roku osiągnął z Jomo Cosmos swój pierwszy sukces - zdobył SAA Supa 8. Z kolei w 2005 roku wygrał z nim Coca Cola Cup. Ogółem w barwach Jomo Cosmos rozegrał 81 meczów.
W 2008 roku Gould przeszedł do Supersport United z Pretorii. Tam, podobnie jak w poprzednim klubie, stał się podstawowym zawodnikiem. W 2009 roku wywalczył z Supersport mistrzostwo Republiki Południowej Afryki, pierwsze w sportowej karierze.
| Sezon   | Klub              | Kraj              | Rozgrywki             | Mecze | Bramki |
| ------- | ----------------- | ----------------- | --------------------- | ----- | ------ |
| 2002/03 | Jomo Cosmos       | Południowa Afryka | Premier Soccer League | 6     | 0      |
| 2003/04 | Jomo Cosmos       | Południowa Afryka | Premier Soccer League | 21    | 0      |
| 2004/05 | Jomo Cosmos       | Południowa Afryka | Premier Soccer League | 20    | 0      |
| 2005/06 | Jomo Cosmos       | Południowa Afryka | Premier Soccer League | 0     | 0      |
| 2006/07 | Jomo Cosmos       | Południowa Afryka | Premier Soccer League | 15    | 0      |
| 2007/08 | Jomo Cosmos       | Południowa Afryka | Premier Soccer League | 19    | 0      |
| 2008/09 | Supersport United | Południowa Afryka | Premier Soccer League | 26    | 3      |

## Kariera reprezentacyjna
W reprezentacji RPA Gould zadebiutował 30 września 2008 roku w wygranym 3:0 towarzyskim spotkaniu z Malawi. W 2009 roku selekcjoner Joel Santana powołał go na Puchar Konfederacji 2009, w którym zawodnik był rezerwowym. Z RPA zajął na tym turnieju 4. miejsce.